# Hoplodictya acuticornis
Hoplodictya acuticornis är en tvåvingeart som först beskrevs av Wulp 1897.  Hoplodictya acuticornis ingår i släktet Hoplodictya och familjen kärrflugor. Inga underarter finns listade i Catalogue of Life.